# Slovenian Juniors 2013
Das Slovenian Juniors 2013 fand als bedeutendstes internationales Nachwuchsturnier von Slowenien im Badminton vom 18. bis zum 20. Oktober 2013 in Mirna statt. Es war die 19. Auflage der Veranstaltung.

## Sieger und Platzierte der Junioren U19
| Disziplin    | Gold                                 | Silber                         | Bronze                             |
| ------------ | ------------------------------------ | ------------------------------ | ---------------------------------- |
| Herreneinzel | David Peng                           | Alex Vlaar                     | Muhammed Ali Kurt                  |
| Herreneinzel | David Peng                           | Alex Vlaar                     | Dragoslav Petrović                 |
| Dameneinzel  | Maja Pavlinić                        | Vladyslava Lesnaya             | Aliye Demirbağ                     |
| Dameneinzel  | Maja Pavlinić                        | Vladyslava Lesnaya             | Kader İnal                         |
| Herrendoppel | Alex Vlaar Ruben Wijnands            | Yusuf Ramazan Bay Andrej Serov | Wolfgang Gnedt Christoph Syrch     |
| Herrendoppel | Alex Vlaar Ruben Wijnands            | Yusuf Ramazan Bay Andrej Serov | Milan Dratva Bohumil Kašela        |
| Damendoppel  | Kader İnal Fatma Nur Yavuz           | Katarina Beton Ema Cizelj      | Kaja Okršlar Ana Marija Šetina     |
| Damendoppel  | Kader İnal Fatma Nur Yavuz           | Katarina Beton Ema Cizelj      | Vladyslava Lesnaya Anna Mikhalkova |
| Mixed        | Ruben Wijnands Tamara van der Hoeven | Miha Ivanič Ema Cizelj         | Muhammed Ali Kurt Büşra Yalçınkaya |
| Mixed        | Ruben Wijnands Tamara van der Hoeven | Miha Ivanič Ema Cizelj         | Alex Vlaar Imke van der Aar        |